# Anolis woodi
Anolis woodi (аноліс Вуда) — вид ігуаноподібних ящірок родини анолісових (Dactyloidae). Мешкає в Коста-Риці і Панамі.

## Поширення і екологія
Аноліси Вуда мешкають в горах на території Коста-Рики та на крайньому заході Панами. Вони живуть у вологих гірських тропічних лісах та на плантаціях, на висоті від 1150 до 2500 м над рівнем моря.